# Griffin Gluck

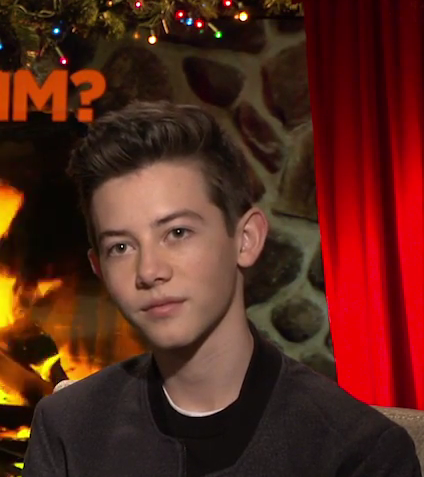
Griffin Gluck, 2016

Griffin Gluck (* 24. August 2000 in Los Angeles, Kalifornien) ist ein US-amerikanischer Schauspieler.

## Leben und Karriere
Gluck wurde im Jahre 2000 als Sohn des Filmschaffenden Cellin Gluck und der ehemaligen Produktionsassistentin und später als Line Producer tätigen Karin Beck in Los Angeles im US-Bundesstaat Kalifornien geboren.
Zur Schauspielerei kam er als Sechsjähriger, während er mit seiner älteren Schwester Caroline zu einem Sommerkindervorsprechen des Musicals Guys and Dolls im Palisades Playhouse ging und dabei in die Rolle des Nathan Detroit gecastet wurde. Da seine Eltern vor allem in Japan aktiv sind, kam er auch in einem japanischen Werbespot der Heroes-DVD zum Einsatz. Seither kam er in diversen Werbespots am japanischen und am US-amerikanischen Markt zum Einsatz. Durch seinen Vater kam der Schüler im Jahre 2009 zu seinem ersten Einsatz in einer Filmproduktion, als er im Film Saidoweizu, bei dem sein Vater die Regie führte, in einer kleinen Gastrolle in Erscheinung trat. Bei der gleichen Produktion war seine Mutter als Location Manager, also als Hauptverantwortliche für die Filmlocations, im Einsatz. Außerdem war er im Herbst 2009 von einem Aufruf zum Casting für die Aufführung des Musicals Oliver! so fasziniert, dass er seinen Vater darum bat, mit ihm zum Vorsprechen bei Mariko Ballentine in North Hollywood zu gehen. So erhielt er am Ende auch die Hauptrolle des Stücks und kam in dieser bei verschiedenen Aufführungen mehrfach zum Einsatz. Bereits im Folgejahr folgte für Griffin Gluck ein Auftritt in einer Episode von Das Büro.
Zunehmend überregionale Bekanntheit erlangte Gluck aber erst ab dem Jahre 2011, als er im Film Meine erfundene Frau unter anderem neben Bailee Madison als Filmkind von Jennifer Aniston in Erscheinung trat. Dafür erhielt er bei den Young Artist Awards 2012 eine Nominierung als Bester Nebendarsteller in einem Spielfilm. Noch im Jahr 2011 wurde der Nachwuchsschauspieler in fünf verschiedenen Episoden der Fernsehserie Taras Welten eingesetzt, in der er in die Rolle des kleinen Monty, dem Sohn des wiederkehrenden Charakters des Evan (gespielt von Keir O’Donnell), übernahm. Außerdem ist der junge Kalifornier im Jahre 2011 auch noch im rund halbstündigen Fernsehfilm The Council of Dads sowie im ebenfalls 2011 erscheinenden Kurzfilm A Boy’s Life zu sehen. Darüber hinaus porträtierte er zwischen 2011 und 2013 den acht Jahre alten Sohn, Mason Warner, von Paul Adelsteins Figur in der Fernsehserie Private Practice.

## Filmografie (Auswahl)
- 2009: Saidoweizu
- 2010: Das Büro (The Office, Fernsehserie, 1 Folge)
- 2011: Meine erfundene Frau (Just Go with It)
- 2011: Taras Welten (United States of Tara, Fernsehserie, 5 Folgen)
- 2011: The Council of Dads
- 2011: A Boy’s Life (Kurzfilm)
- 2011–2013: Private Practice (Fernsehserie, 30 Folgen)
- 2013: Back in the Game (Fernsehserie, 13 Folgen)
- 2014–2015: Red Band Society (Fernsehserie, 13 Folgen)
- 2016: School Survival – Die schlimmsten Jahre meines Lebens (Middle School: The Worst Years of My Life)
- 2016: Why Him?
- 2017–2018: American Vandal (Fernsehserie, 16 Folgen)
- 2019: Der harte Weg zum Erwachsenwerden (Big Time Adolescence)
- 2019: Wie Jodi über sich hinauswuchs (Tall Girl)
- 2020: Dinner in America
- 2020–2022: Locke & Key
- 2022: Wie Jodi über sich hinauswuchs 2 (Tall Girl 2)
- 2023: Cruel Summer (Fernsehserie, 10 Folgen)
- 2024: Time Cut